# ミハエル・ティミセラ
ミハエル・エリアス・ティミセラ（Michael Elias Timisela, 1986年5月5日 - ）は、オランダ・アムステルダム出身の元サッカー選手。現役時代の主なポジションは右サイドバック。

## 経歴
アヤックス・アカデミー出身。2005年にトップチームに昇格し、2007-08シーズンにVVVフェンローへ移籍。2012年12月、スウェーデンのハンマルビーIFへ3年契約で移籍。
エリテセリエンのリールストロムSKでのプレーを経て、2016-17シーズンよりトップクラッセのコニンクレイクHFCに加入した。

### タイトル
アヤックス
- KNVBカップ : 2006-07

VVVフェンロー
- エールステ・ディヴィジ : 2008-09

ハンマルビー
- スーペルエッタン : 2014